# Davíð Oddsson
Davíð Oddsson (transcrit usuellement en David Oddsson), né le 17 janvier 1948 à Reykjavik, est un homme d'État islandais, Premier ministre du 30 avril 1991 au 15 septembre 2004. Il détient le record de longévité à son poste.

## Biographie

### Études
Il obtient son baccalauréat au lycée Menntaskólinn à Reykjavik en 1970 puis poursuit des études de droit d'où il sort diplômé en 1976. 
Il est alors membre du groupe dit de la « Locomotive », qui rassemble des étudiants des écoles de droit et de commerce décidés à promouvoir les préceptes du libre-échange et à réformer l'économie islandaise dominée par la « Pieuvre » (nom donné à un groupe de quatorze familles constituant alors l'élite économique et politique du pays). 
Après ses études, il écrit des scénarios pour la télévision et un livre à succès. Il est aussi quelque temps producteur de musique avant d'embrasser une carrière politique.

### Maire de Reykjavik
Il est maire de la capitale islandaise de 1982 à 1991, étant à la tête de la section locale du Parti de l'indépendance (Sjálfstæðisflokkurinn) alors majoritaire. Il mène alors une politique de privatisations, impliquant notamment la vente de la flotte de pêche municipale, au profit de membres de la Locomotive.

### Premier ministre
Il devient ensuite Premier ministre. David Oddsson survit à plusieurs changements de coalition. À la suite des élections de 2003, un accord intervient entre le Parti du progrès (Framsóknarflokkurinn) et le Parti de l'indépendance, tous deux membres de la coalition au pouvoir : Oddsson laisse le poste de Premier ministre en septembre 2004 à Halldór Ásgrímsson, chef du Parti du progrès.
Économiquement, Oddsson a lancé une grande campagne de privatisation des entreprises d'État et de dérégulation du marché du travail. Les inégalités de revenus et de patrimoine se creusent, aggravées par des politiques fiscales défavorables à la moitié la plus pauvre de la population et à la quasi suppression de l’imposition sur le capital. Le coefficient de Gini – qui mesure les inégalités – est passé du niveau moyen des pays nordiques en 1995 à celui des États-Unis en 2007. Ces réformes conduisent l'Islande à se tourner vers une économie basée sur les services financiers et la banque d'investissement.
En politique étrangère, Oddson est un fervent soutien des États-Unis et de l'OTAN. Il est l'un des rares Islandais à soutenir l'invasion de l'Afghanistan et de l'Irak et ce malgré des manifestations. Toujours dans une optique pro-américaine, Oddsson s'oppose à tout rapprochement avec l'Union européenne.

### Directeur de la Banque centrale islandaise
En octobre 2005, Oddsson est nommé gouverneur de la Banque centrale de l'Islande. À la suite de l'effondrement du système bancaire islandais à l'automne 2008, le pays est obligé de demander l'aide au Fonds monétaire international et à des pays amis. La politique économique menée par le Parti de l'indépendance, basé sur la libéralisation des marchés et les privatisations, est largement alors vue comme responsable de cet effondrement. Des appels publics à la démission d'Oddsson sont alors lancés. À la suite des manifestations autour du bâtiment de la banque centrale, la nouvelle Première ministre Jóhanna Sigurðardóttir demande la démission d'Oddsson et des autres gouverneurs. Ce dernier refuse, arguant de l'indépendance de la banque, mais, le 26 février 2009, à la suite d'un changement de la loi concernant la banque (il faut désormais être diplômé en économie et Oddson n'est diplômé qu'en droit), il est remplacé par l'économiste norvégien Svein Harald Øygard.
Il est alors décrit comme l’« homme le plus détesté » d’Islande. Environ 90 % des Islandais souhaitaient son départ selon les sondages.

## Rédacteur en chef duMorgunblaðið
Lorsque Davíð Oddsson prend la tête du Morgunblaðið en 2009 peu après les manifestations exigeant que soit jugée sa responsabilité dans la crise financière islandaise, Le Monde diplomatique publie un article très critique vis-à-vis de la situation. Ses auteurs dénoncent la possibilité donnée à Davíð Oddsson d'orchestrer la couverture de la crise en tant que rédacteur en chef du principal quotidien de la capitale islandaise, « un peu comme si (...) on avait nommé Richard Nixon à la tête du Washington Post pendant le Watergate ».